# Dopolavoro Aziendale Marzotto 1938-1939
Questa voce raccoglie le informazioni riguardanti il Dopolavoro Aziendale Marzotto nelle competizioni ufficiali della stagione 1938-1939.

## Rosa
| N. |                   | Ruolo | Calciatore          |
| -- | ----------------- | ----- | ------------------- |
|    | Italia (bandiera) | D     | Luciano Bottazzi    |
|    | Italia (bandiera) | A     | Ferdinando Cozzarin |
|    | Italia (bandiera) | C     | Gaetano Dal Conte   |
|    | Italia (bandiera) | D     | Elio Desinan        |
|    | Italia (bandiera) | C     | Ruggero Di Cuonzo   |
|    | Italia (bandiera) | C     | Giovanni Faggion    |
|    | Italia (bandiera) | C     | Giuseppe Faggion    |
|    | Italia (bandiera) | P     | Umberto Girolami    |
|    | Italia (bandiera) | D     | Livo Marigo         |

| N. |                   | Ruolo | Calciatore          |
| -- | ----------------- | ----- | ------------------- |
|    | Italia (bandiera) | C     | Attilio Mestroni    |
|    | Italia (bandiera) | A     | Antonio Moro        |
|    | Italia (bandiera) | A     | Angelo Oliviero     |
|    | Italia (bandiera) |       | Temistocle Possamai |
|    | Italia (bandiera) |       | Enzo Repele         |
|    | Italia (bandiera) | A     | Francesco Sandrin   |
|    | Italia (bandiera) | A     | Giordano Valentini  |
|    | Italia (bandiera) | A     | Germano Zanca       |